# Romeo and Juliet (film 1916 Edwards)
Romeo and Juliet (Romeo e Giulietta) è un film muto del 1916 diretto da J. Gordon Edwards con Theda Bara nella parte di Giulietta. Si ritiene che il film sia andato presumibilmente perduto.
Da Shakespeare, la tragedia di Romeo e Giulietta, amanti che vivono un brevissimo amore contrastato.

## Produzione

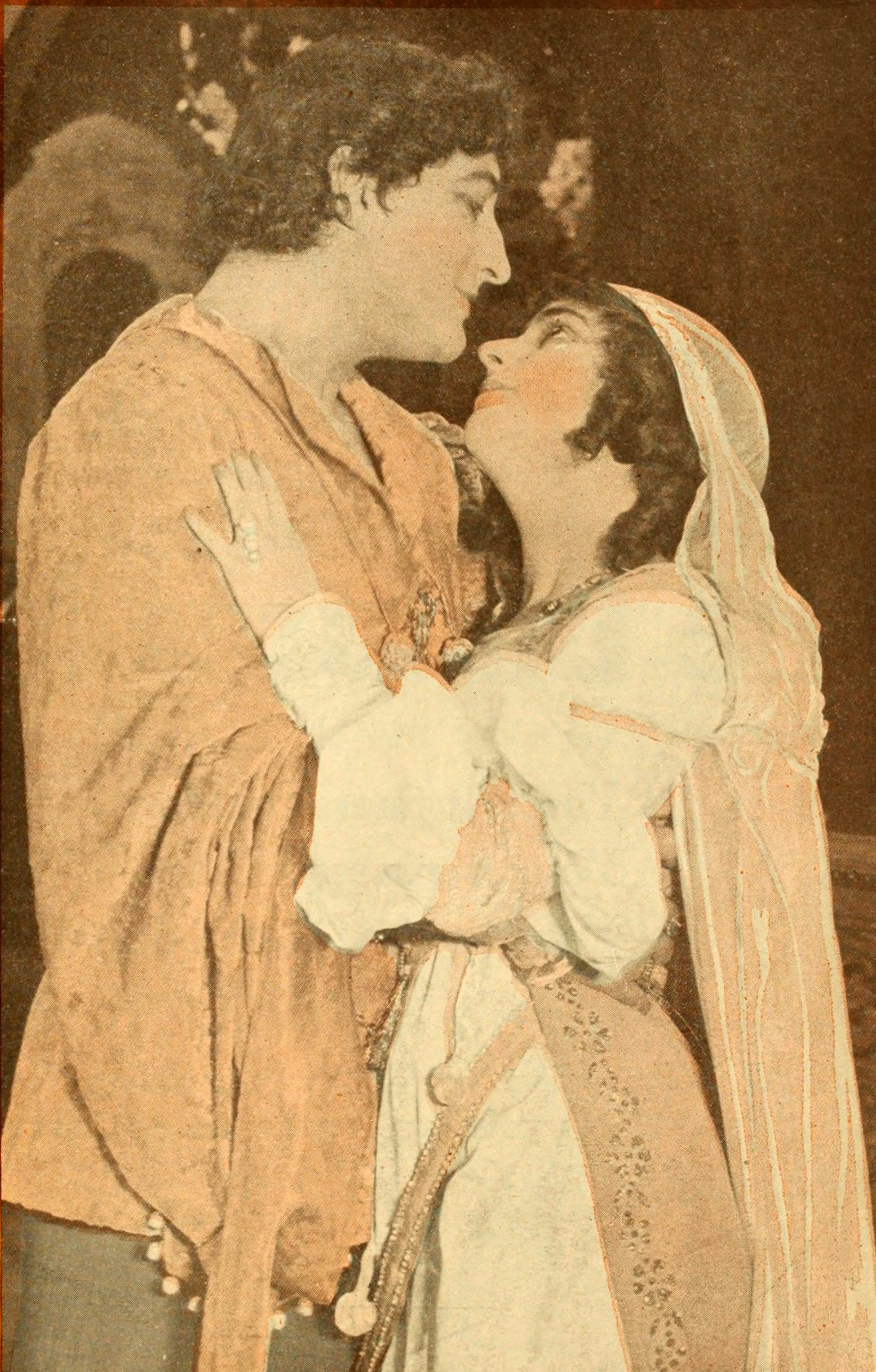
L'altro Romeo and Juliet con Francis X. Bushman e Beverly Bayne (1916)

Il film, prodotto dalla Fox Film Corporation di William Fox, venne girato nel New Jersey negli studi della Fox a Fort Lee. Nel 1916, ricorreva il trecentesimo anniversario della morte di Shakespeare e, in quell'anno, vennero girati numerosi film tratti dalle opere di Shakespeare.
Un altro Romeo and Juliet uscì quell'anno, diretto da John W. Noble e da Francis X. Bushman. Quest'ultimo, celebre attore, nel film interpreta anche il ruolo di Romeo.

## Distribuzione
Il film, distribuito dalla Fox Film Corporation, uscì nelle sale il 22 ottobre 1916. Nel 1926, una riedizione venne distribuita dalla General Vision Company. In Venezuela, il film uscì con il titolo Romeo y Julieta.

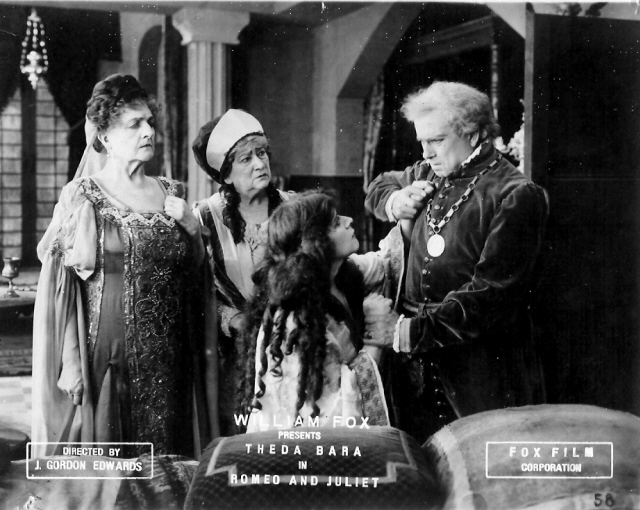
Cartolina pubblicitaria del film